# Насир Джанг
Мир Ахмад Али Хан Сиддики Баяфанди, Насир Джанг (26 февраля 1712 — 16 декабря 1750) — второй низам Хайдарабада в Южной Индии (1 июня 1748 — 16 декабря 1750), второй сын Низам-уль-Мулька (1671—1748) от его второй жены Саид-ун-Ниссы Бегум. Он сменил своего отца на посту низама княжества Хайдарабад в 1748 году. Он принял очень помпезный титул — Хумаюн Джах, Низам уд-Даула, Наваб Мир Ахмад Али Хан Сиддики Бахадур, Насир Джанг, Наваб Субадар Декана. Наиболее известен как Насир Джанг .
Император Великих Моголов Мухаммад Шах пожаловал ему титул Насир Джанг, а позднее следующий император Великих Моголов Ахмад Шах Бахадур назначил его субадаром Декана и даровал ему титул Насир-уд-Даула.

## Официальный титул
Его официальное имя — Хумаюн, Низам уд-Даула, Наваб Мир Ахмад Али Хан Сиддики Баяфанди Бахадур, Насир Джанг, Наваб Субадар Декана.

## Приход к власти
Насир Джанг правил княжеством Хайдарабад в Декане с 1 июня 1748 по 1750 год. Он был назначен заместителем своего отца во время его отсутствия в Дели с 1737 по 1741 год. В 1739 году пешва государства маратхов Баджи-рао I попытался вторгнуться в Декан во время отсутствия Низама-уль-Мулька. Несмотря на то, что у Насира Джанга было меньше сил, он вынудил Баджи-рао вступить в решительный бой и нанес маратхскому полководцу поражение. В 1741 году он попытался захватить власть с Хайдарабаде, но был побежден своим отцом на майдане Ураза-байрам в Аурангабаде 23 июля 1741 года. С 1745 по 1746 год — субадар Аурангабада. После смерти своего отца он взошел на княжеский престол 2 июня 1748 года в Бурханпуре.

## Вторая Карнатикская война
После смерти Низам-уль-Мулька, первого низама Хайдарабада (1724—1748), на юге разразилась гражданская война за престолонаследие между Назиром Джангом (вторым сыном Низам-уль-Мулька) и Музаффаром Джангом (внуком Низам-уль-Мулька от его дочери). Это открыло возможность для Хуссейна Дост-Хана, более известного как Чанда Сахиб, который хотел стать навабом Карнатика. Последний присоединился к Музаффару Джангу и начал борьбу против наваба Анвара-уд-Дина Мухаммад-Хана в Аркоте.
Европейцы принимали непосредственное участие в гражданской войне в Декане и Карнатике. Это привело ко второй Карнатикской войне (1749—1754), которая была неофициальной войной между Британской Ост-Индской компанией и Французской Ост-Индской компанией то время, когда существовал мир между двумя государствами в Европе. Его корни лежали в умелом использовании Жозефом-Фраснуа Дюплексом (французским губернатором Индии) запутанной политики региона для усиления французской власти через ряд индийских союзов.
Французы встали на сторону Чанды Сахиба и Музаффара Джанга, чтобы привести их к власти в соответствующих государствах. Но вскоре в войну вступили англичане. Чтобы нейтрализовать французское влияние, они начали поддерживать Насира Джанга и Мухаммада Али-Хана Валладжаха, сына покойного наваба Анвара-уд-Дина Мухаммада-Хана, который недавно был убит французами в битве при Амбуре в 1749 году.
К 1750 году французы добились первых успехов как в Декане, так и в Карнатаке, разгромив и убив своих противников и посадив своих сторонников на троны. Но 16 декабря 1750 года низам Хайдарабада Насир Джанг был убит в Дюпле-Фатхабаде (Сарасангупеттаи), близ Джинджи, Патан-Химмат-Ханом, который был навабом Кадапы. Он был похоронен в мавзолее Бурхан уд-Дин Гариб, Хулдабад. В результате Музаффар Джанг при содействии французов унаследовал княжеский престол Хайдарабада.
Позднее захват Аркота англичанами под командованием Роберта Клайва в 1751 году привел к последовательным победам британцев и их южноиндийских союзников. Война закончилась Пондишерским договором, подписанным в 1754—1755 годах. Мухаммад Али Хан Валаджа был признан Навабом Карнатаки. Французского генерал-губернатора Индии Жозефа Франсуа Дюплекса попросили вернуться во Францию. Директора Французской Ост-Индской компании были недовольны политическими амбициями Дюплекса, которые привели к огромным финансовым потерям. В 1754 году маркиза де Дюплекса заменил Шарль Робер Годео де Займон.

## Смерть
Он был убит в Сарасангупеттае, недалеко от Джинджи, Химмат-Ханом, навабом Кадапы, 16 декабря 1750 года и был похоронен в мавзолее Бурхан уд-Дин Гариб, Хулдабад.
У Насира Джанга было несколько жен. Среди них известна дочь Яра Вафадара, Рошан-уд-Далы, Наваба Хваджи Музаффара Зафара Хана Бахадура, Рустама Джанга. Известна одна его дочь, ставшая женой Кутуб-уль-Умара, Камара-уль-Мулька, Камара уд-Даулы, Наваба Мир Махмуда Хана Бахадура, Мансура Джанга.